# Cyclothone

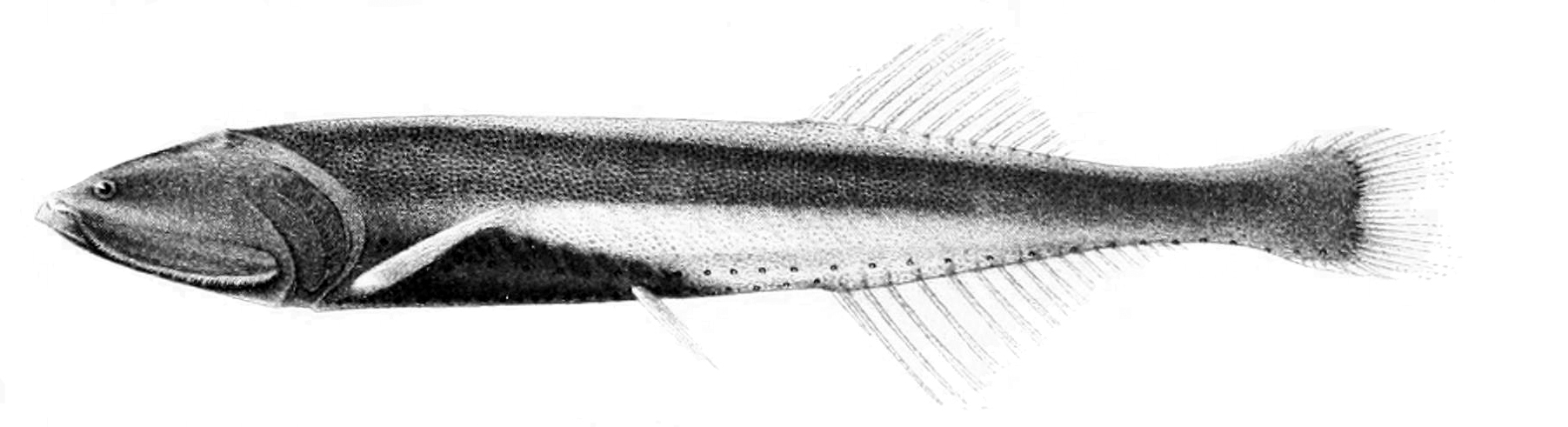
Luciérnaga bicolor (C. pallida).

El género Cyclothone son peces marinos de la familia gonostomátidos, llamados comúnmente bocas-cerdosa, peces-luciérnaga o peces-luminosos -por sus órganos bioluminiscentes-, distribuidos ampliamente por las aguas profundas abisales de todos los océanos del planeta.
Su dimensión aproximada es de menos de ocho centímetros, y apenas tienen algo de resistencia, pues son muy frágiles.
Suelen ser pescados por los barcos pesqueros de arrastre con facilidad.

## Especies
Existen trece especies válidas en este género:
- Cyclothone acclinidens (Garman, 1899) - Boca-cerdosa
- Cyclothone alba (Brauer, 1906) - Boca-cerdosa pálida
- Cyclothone atraria (Gilbert, 1905)
- Cyclothone braueri (Jespersen y Tåning, 1926) - Pez luminoso de Brauer
- Cyclothone kobayashii (Miya, 1994)
- Cyclothone livida (Brauer, 1902)
- Cyclothone microdon (Günther, 1878) - Boca-cerdosa velada
- Cyclothone obscura (Brauer, 1902)
- Cyclothone pallida (Brauer, 1902) - Luciérnaga bicolor o Pez luminoso bicolor
- Cyclothone parapallida (Badcock, 1982)
- Cyclothone pseudopallida (Mukhacheva, 1964) - Luciérnaga pálida
- Cyclothone pygmaea (Jespersen y Tåning, 1926) - Boca-cerdosa pigmea
- Cyclothone signata (Garman, 1899) - Pez luminoso

Además una especie extinguida recientemente:
† Cyclothone pacifica (Mukhacheva, 1964)